# Atmospheric Measurement Techniques
Atmospheric Measurement Techniques est une revue scientifique à comité de lecture en libre accès publiée et diffusée par Copernicus Publications pour le compte de l'Union européenne des géosciences qui en assure la rédaction. Elle couvre les domaines des sciences de l'atmosphère liés à l'instrumentation. La revue est disponible en ligne et en version imprimée. Les articles sont publiés sous la licence Creative Commons Attribution 3.0.

## Thématiques
Atmospheric Measurement Techniques couvre les champs de la télédétection, des mesures sur le terrain et en laboratoire, destinés à l'étude de l'atmosphère terrestre. Ceci inclut le développement de nouveaux instruments de mesure, les techniques de traitement de données ou encore la gestion de données et les logiciels de simulation. Les objets étudiés incluent les gaz, aérosols et nuages.

## Processus de publication
Le processus d'acceptation et de publication des articles est interactif et se fait en plusieurs étapes :
- Dans un premier temps, les articles passent un examen rapide par des pairs nommés par les directeurs de publication ;
- dans un deuxième temps, ils sont publiés sur le forum du site internet de l'Union européenne des géosciences : EGUsphere. Ils sont ensuite soumis pendant plusieurs semaines à une évaluation publique et interactive par tous les pairs qui le souhaitent, notamment sous forme de commentaires de référents (anonymes ou attribués), de commentaires supplémentaires d'autres membres de la communauté scientifique (attribués) et de réponses des auteurs ;
- enfin, s'ils sont acceptés par la communauté, une version révisée par les auteurs (tenant compte des remarques de l'étape précédente) est publiée dans la revue. Pour assurer la préséance de la publication pour les auteurs et pour fournir un historique vérifiable de la discussion scientifique en ligne, le journal et le forum sont archivés en permanence et entièrement consultables.

## Résumé et indexation
Cette revue est résumée et indexée dans :
- Chemical Abstracts Service[3]
- Current Contents/Physical, Chemical & Earth Sciences[4]
- Directory of Open Access Journals[5]
- EBSCO databases[6]
- GEOBASE[7]
- GeoRef[6]
- ProQuest databases[6]
- Science Citation Index Expanded[4]
- Scopus[8]

Selon le Journal Citation Reports, la revue a un facteur d'impact de 3,2 en 2023.